# 山海关之战 (1900年)
山海关之战是1900年，清朝军队和义和团与英国军队在山海關爆發的战斗。山海關附近的老龙头被英國人摧毀。义和团发起反击并摧毁了山海關附近的铁路。1900年9月，英国占领山海关，目的是阻止俄国进入该地区。 